# Microporatria loreleyae
Microporatria loreleyae is een zeepokkensoort uit de familie van de Archaeobalanidae. De wetenschappelijke naam van de soort is voor het eerst geldig gepubliceerd in 2010 door Van Syoc & Newman.